# 捣蛋鬼日记

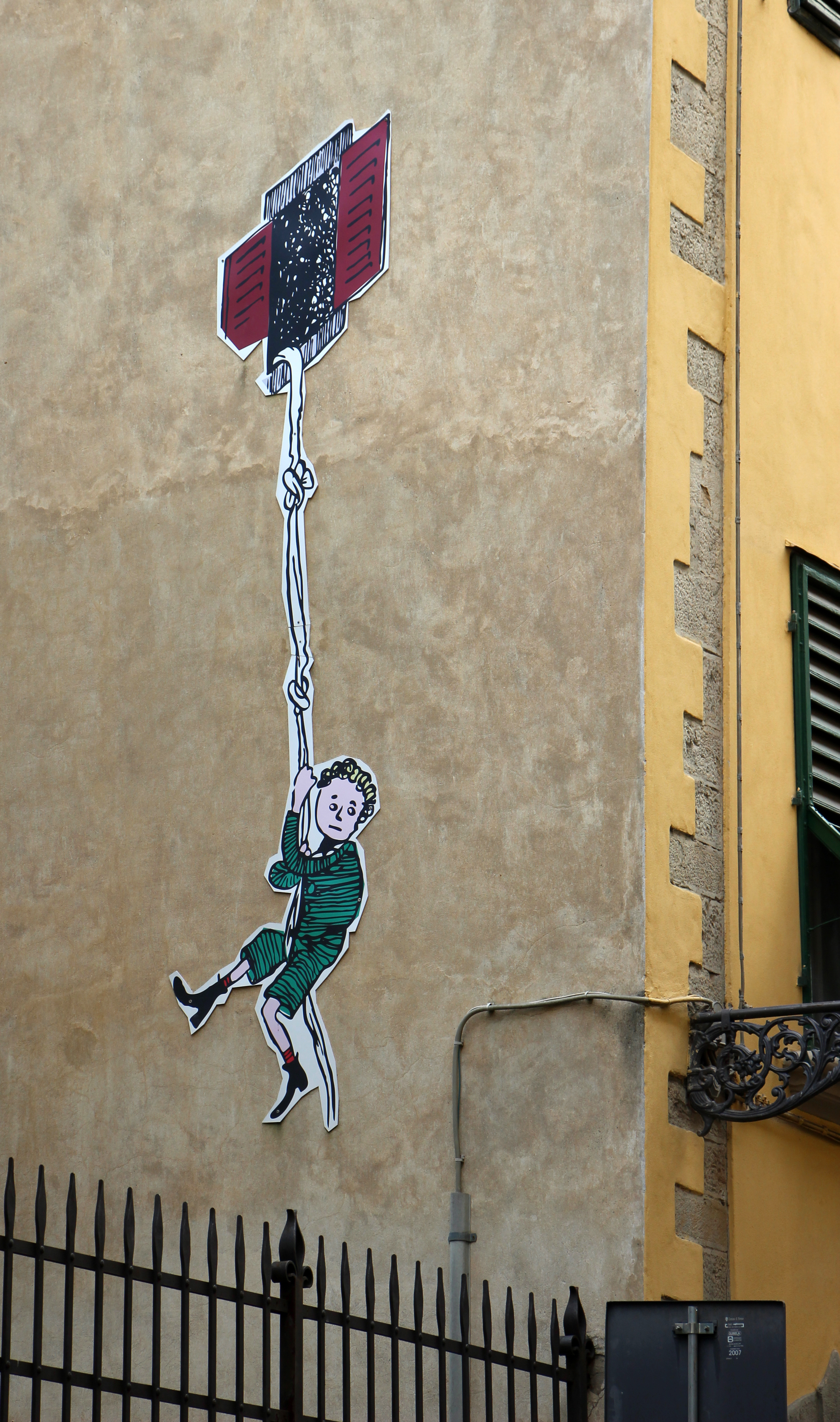
街道艺术，以万巴原书中插图为蓝本

《捣蛋鬼日记》（義大利語：Il Giornalino di Gian Burrasca）又译《淘气包日记》，是意大利作家万巴（本名路易吉·贝特利）所创作的日记体小说。

## 概况
该书以托斯卡纳和罗马为背景，以姜尼诺·斯托帕尼（Giannino Stoppani）的日记形式写成，作者万巴还为这本书画了插图。姜尼诺的故事先是于1907年2月17日至1908年5月17日在万巴创办的儿童杂志《礼拜天日记》上连载，在年轻读者中颇受欢迎。1912年出版单行本。

## 主要内容
姜尼诺·斯托帕尼（Giannino Stoppani）是个富裕家庭的独子，与他的父母和三个大姐姐阿达，露易萨和维吉妮亚住在一起，因经常造成麻烦而被称为“吉安·布拉斯卡（Gian Burrasca）”，姜尼诺九岁生日时，从母亲那里收到了作为生日礼物的日记本，他在上面用图画和文字记录他自己的冒险经历。他在钓鱼时掉进了河里，养病时在姐姐们的抽屉里发现了求婚者的照片，上面写着各种评论。 姜尼诺将照片分给了对应的求婚者，导致斯托帕尼家的舞会来者寥寥。为了避免被打骂，姜尼诺离家出走，计划到贝迪娜姑妈家里避难。他躲在火车最后的小房间里，被煤灰和浓烟熏晕了过去。到了姑妈家之后，姜尼诺继续捣蛋，比如用油漆把乡间的动物按自己的想象改头换面，最后被爸爸接回了家。
回到家的姜尼诺发现露易萨将嫁给科拉尔托医生。高兴的他想放烟火庆祝，于是把烟火绑在了科拉尔托医生的燕尾服上，造成一片混乱。爸爸把姜尼诺关起来，只给他面包和水。大姐阿达给他带了一本埃米利奥·萨尔加里的《黑色海盗船》，姜尼诺觉得这比曼佐尼的《约婚夫妇》有趣多了。他把布条接起来想从窗户逃走，布条断了，他摔晕过去。姜尼诺学习表演魔术，用玩具枪射伤了马拉里律师。律师在康复期间爱上了维吉妮亚，但因为他是社会党的一员，并宣称自己是无神论者，只秘密结了婚。姜尼诺在学校继续捣蛋，写诗讽刺老师，并吓坏了马拉里律师的外甥女玛丽亚。他和学校朋友一起开车时摔断了手臂，一方面为了治疗，另一方面自己想要离家，他到科拉尔托医生在罗马的家做客。
姜尼诺在医生家继续捣蛋，冒犯了医生的病人。父亲想将把姜尼诺送到寄宿学校整治，但马拉里律师和维吉妮亚决定收容姜尼诺一段时间。在这对夫妇家逗留期间，姜尼诺认识了律师的有钱叔叔维南奇奥先生。维南奇奥是个耳聋的古怪老人，但因为巨额遗产，家里人都奉承他。姜尼诺告诉了老人律师和姐姐背后对他的评价。不久，姜尼诺的捣蛋伤到了维南齐奥的舌头，还拔掉了他一颗牙。加上他劝说村民在法庭上据实作证使律师输了官司，他被送到两名严厉而贪婪的亲戚斯塔尼斯劳和杰尔特鲁德经营的寄宿学校。
在新的环境中，姜尼诺被关了禁闭，却偶然发现周五在食堂里喝的瘦肉汤是洗碗水做的。后来他迅速与年长的孩子成为朋友，成为秘密社团“我为人人、人人为我”的一分子。由于总喝大米粥，姜尼诺和米克罗齐用煤油破坏了储存的大米，寄宿学校的校长被迫用番茄汤来代替米粥，这让男孩们很开心。为了揭示瘦肉汤的秘密，社团里的巴罗佐每天在盘子里放一点苯胺。瘦肉汤变红了，学院院长最初试图通过在汤中添加甜菜来掩盖，但是巴罗佐站出来表明这是被自己放的苯胺染红的，警告大家汤有毒不要喝。
遭到学校董事侮辱的巴罗佐决定逃跑，而姜尼诺帮助他。巧合的是，姜尼诺发现董事们相信可以通过降神会和学院创始人的灵魂沟通。利用这种情况，姜尼诺与其他朋友一起组织了殴打董事会的活动。最后，姜尼诺的捣鬼被发现并被送回家。回家后，他发现维南奇奥已经去世，老人秘密地为自己留了一小部分遗产。相反，律师只收到姜尼诺钩下的那颗金牙。最后姜尼诺自以为是的向反对者揭露了律师秘密的天主教婚礼，以回应对律师的政治攻击，终于使他输掉了选举。作者最后写到姜尼诺的父亲将他送进了少年管教所，但他决意逃走，之后的很多历险，自己以后再讲给大家听。

## 影视改编

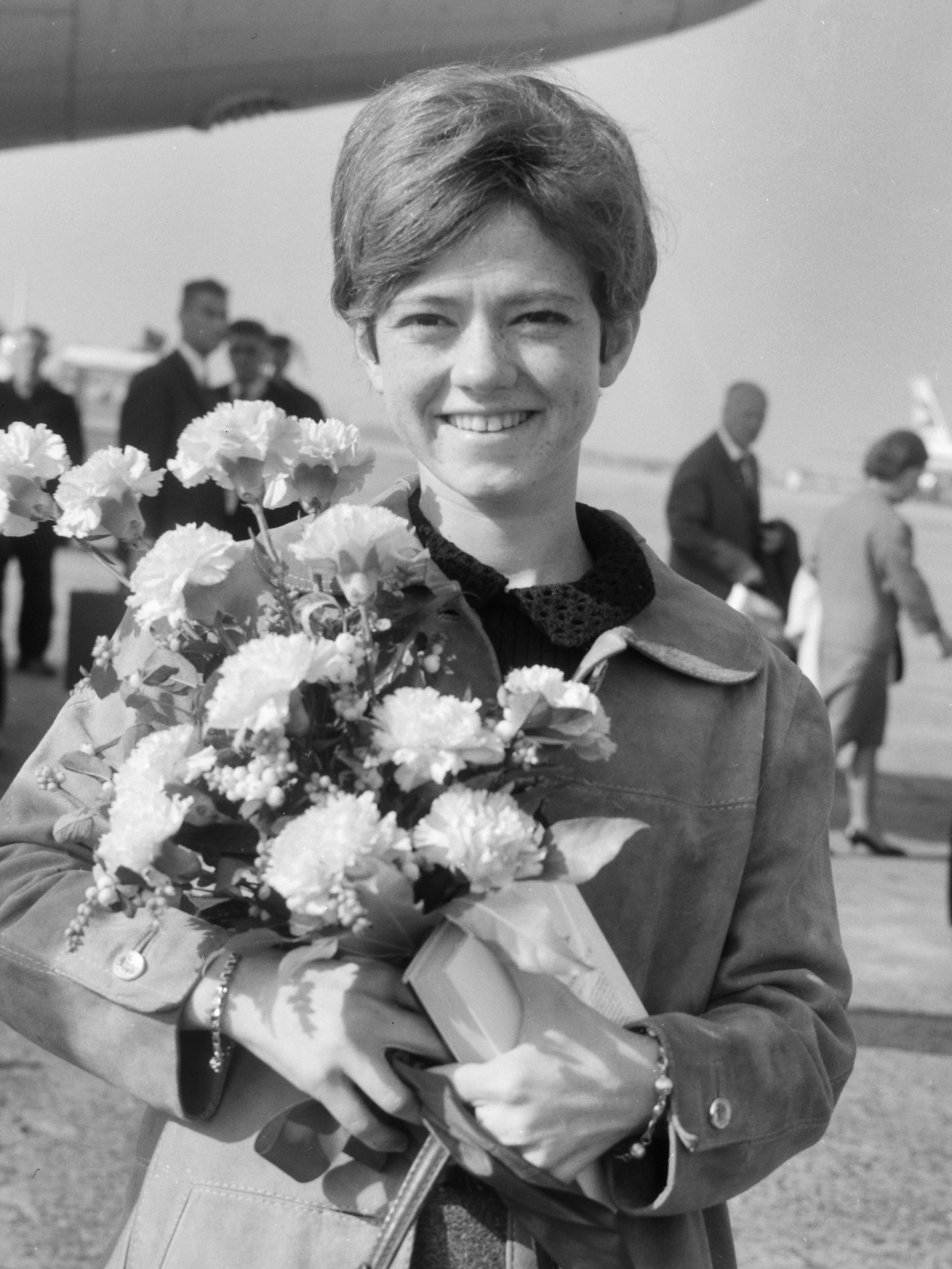
1965年的丽塔·帕文

《捣蛋鬼日记》于1943年和1982年两次被改编成电影。1964年被改编成丽塔·帕文担任主演的电视剧（由意大利广播电视公司制作），颇受欢迎。